# Пальмука
Пальмука — пресноводное озеро в левобережье нижнего течения реки Амур в центральной части Ульчского района Хабаровского края России, расположено к югу от озера Удыль и к западу от озера Дудинское.
Озеро Пальмука находится на высоте 9,8 м над уровнем моря, имеет округлую форму, береговая линия слабо изрезана. Длина с юго-запада на северо-восток около 4,2 км, ширина с северо-запада на юго-восток — около 4 км. Площадь составляет 14,8 км². Значительных притоков не имеет. Берега озера низкие, сильно заболочены, особенно на юге и востоке, где расположено непроходимое одноимённое болото. На севере и северо-западе возвышаются две невысокие сопки: Пальмука (143,5 м) и Кочили (86,8 м). Острова отсутствуют.
Код водного объекта в государственном водном реестре — 20030900211118100001448.